# Combat 18
Combat 18 (C18) er en voldelig nynazistisk organisation med forbindelse til den tilsvarende nynazistiske organisation Blood & Honour. Organisationen opstod i Storbritannien, men har spredt sig til flere andre lande, herunder Danmark. Medlemmer af Combat 18 har været mistænkt for adskillige drab på immigranter, ikke-hvide og på andre C18-medlemmer. 18 i organisationens navn stammer fra Adolf Hitlers initialer; A og H er, henholdsvis det første og det ottende bogstav i alfabetet.

## Historie
Combat 18 blev etableret i starten af 1992 af Charlie Sargent, der var medlem af det britiske højrenationale parti British National Party (BNP). C18 fungerede i flere tilfælde som vagtværn ved BNP's arrangmenter, og tiltrak sig hurtigt opmærksomhed ved voldelige trusler mod indvandrere, etniske minoriteter og ventreorienterede. Combat 18 erklærer åbent at være en nynazistisk gruppe, der anser vold som et legitimt kampmiddel. Organisationen er fjendtligt indstillet overfor det politiske system, hvorfor Charlie Sargent og store dele af C18 brød med BNP i 1993. I tiden efter bruddet sendte Combat 18 flere brevbomber mod ledende medlemmer af BNP og mod andre modstandere.
I 1997 var Sargent involveret i et knivdrab på et andet medlem af C18, og han blev herefter idømt fængsel på livstid. Sargent afsoner fortsat dommen.
Gennem tiderne er adskillige medlemmer af Combat 18 blevet anholdt og dømt for forskellige former for kriminalitet, herunder alvorlig voldskriminalitet og drab.
Organisationen har spredt sig til en lang række lande, herunder Tyskland, USA, Belgien, Nordirland, og Danmark

## Tilknytning til fodboldhooliganisme
Combat 18 har forbindelse til dele af hooligan-miljøet. Den meste kendte voldsepisode med Combat 18 hooligans opstod den 15. februar 1995 på fodboldstadionet Lansdowne Road i Dublin under en venskabskamp mellem Irland og England.

## Eksterne links
- Officiel Combat 18 website Arkiveret 1. januar 2020 hos  Wayback Machine (engelsk)
- Ex-Combat 18 man speaks out (engelsk)
- Combat 18's hardline racism (engelsk)
- We're at war and if that means more bombs, so be it... (engelsk)